# Martín Ruggiero
Martín Adolfo Ruggiero Garzón (14 de septiembre de 1987) es un abogado peruano. Fue designado Ministro de Trabajo y Promoción del Empleo del Perú entre julio y agosto de 2020.

## Primeros años
Realizó sus estudios escolares en el Colegio María Reina Marianistas de la ciudad de Lima.
Estudió Derecho en la Universidad de Lima, en la cual obtuvo el título profesional de Abogado en 2011 con calificación magna cum laude. Realizó un Máster en Derecho Empresarial (LLM) en el IE Law School de Madrid y obtuvo un diploma en Administración de Empresas en IE Business School. Cursó estudios de postgrado en temas de Derecho civil la Universidad de Virginia y en Derecho del trabajo en la Universidad de Salamanca. De la misma manera, se ha especializado en Relaciones Colectivas y en Inspecciones Laborales en ESAN Graduate School of Business.
Como estudiante, en la Universidad de Lima, participó en la comisión editorial de la revista Advocatus.
En 2011 obtuvo su colegiatura en el Colegio de Abogados de Lima.
En 2007 ingresó a trabajar al estudio Payet, Rey y Cauvi de Lima, en el cual se desarrolló en el área laboral.

## Carrera profesional

### Ministro de Trabajo y Promoción del Empleo
El 15 de julio de 2020 fue designado ministro de Trabajo y Promoción del Empleo por el presidente Martín Vizcarra en el marco del su cuarto gabinete ministerial presidido por Pedro Cateriano.

#### Críticas tras su nombramiento
Luego de su juramento, se produjeron una serie de críticas en torno a su designación hecha por el premier para asumir el cargo público de ser ministro. En redes sociales se criticó el curriculum vitae del ministro que evidenció una falta de experiencia en administración pública y políticas públicas, lo cual, a nivel jurídico, no es requisito para ocupar el cargo ministerial, por tratarse de un cargo político (artículo 124 de la Constitución Política).  
Tras la negación de confianza al gabinete presidido por Pedro Cateriano, Ruggiero renunció al Ministerio de Trabajo y fue reemplazado por su viceministro, Javier Eduardo Palacios Gallegos.

## Reconocimientos
- Beca OEA - Instituto de Empresa (2016)[11]